# John White (bispo)
John White (1510 – 1560) foi bispo de Winchester durante o reinado de Maria I da Inglaterra. Educado nos Colégios de Winchester e Oxford, foi responsável por criar versos usados no casamento da rainha com Filipe II da Espanha, bem como por ter rezado em seu funeral, em 1558. No ano seguinte, após Isabel I subir ao trono, foi aprisionado na Torre de Londres.